# نوبل انرجي
نوبل انرجي هي شركة نفط أمريكية.
تمتلك حصة 40% في حقل ليفياثان. كما وقعت في مطلع 2014 م عقدا مع شركة البوتاس العربية لبيع الغاز لمدة 15 عاما.